# Hui (Wei)
König Hui von Wei (chinesisch 魏惠王), Geburtsname  Ying (罃), auch bekannt als König Hui von Liang (梁惠王), war der dritte Herrscher des chinesischen Staates Wei zur Zeit der Streitenden Reiche. Er war der Enkel des Begründers des Staates, Marquis Wen von Wei und hatte die Herrschaft von seinem Vater, Marquis Wu von Wei, übernommen.
Während seiner langen Regierung verlegte Hui, damals noch Marquis, die Hauptstadt von Anyi nach Daliang (heute Kaifeng), was dem Staat in ökonomischer Hinsicht zugutekam. Von da an wurde sein Staat auch Liang genannt. Später nahm Marquis den Königstitel an, den auch seine Nachkommen führten.
König Hui soll mit dem bekannten Konfuzianer Mengzi einige Dialoge geführt haben.
| Vorgänger  | Amt                               | Nachfolger |
| ---------- | --------------------------------- | ---------- |
| Marquis Wu | Herrscher von Wei 370–319 v. Chr. | Xiang      |

| Personendaten    | Personendaten                                                                 |
| ---------------- | ----------------------------------------------------------------------------- |
| NAME             | Hui                                                                           |
| ALTERNATIVNAMEN  | Hui, König von Wei; Ying (Geburtsname); König Hui von Liang                   |
| KURZBESCHREIBUNG | dritte Herrscher des chinesischen Staates Wei zur Zeit der Streitenden Reiche |
| GEBURTSDATUM     | 4. Jahrhundert v. Chr.                                                        |
| STERBEDATUM      | 319 v. Chr.                                                                   |